# YoNaGa
YoNaGaは、久保田洋司、ギタリストのNao、ボーカリスト/パーカッショニストのGakuの3人で2012年9月に結成された音楽ユニット。名前の由来は、メンバーのイニシャルを取り、秋に結成されたということから、YoNaGa（夜長）となった。メンバーが公言するジャンルは、世界初のソフトメタルを目指している。